# Aberració cromàtica

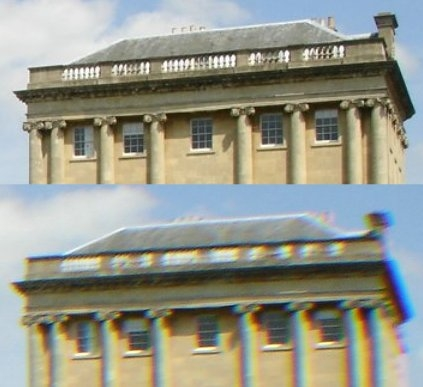
A la part superior hi ha una fotografia presa amb un lent d'alta qualitat. A la part inferior hi ha una fotografia semblant presa amb una lent d'angle ampli mostrant una evident aberració cromàtica...

En òptica, l'aberració cromàtica és un tipus de distorsió òptica provocada per la impossibilitat d'una lent per a enfocar tots els colors en un únic punt de convergència.
La distància focal d'una lent depèn de la seva composició (que determina el seu Índex de refracció) i de la seva forma (la geometria de les seves superfícies). Donat que l'índex de refracció de totes les substàncies òptiques varia amb la longitud d'ona, la distància focal d'una lent difereix per cada color. En conseqüència, una lent no forma una sola imatge de l'objecte, sinó una sèrie d'imatges (una per cada color present en la llum incident), cada una amb la seva pròpia distància focal. A més, com la mida de la imatge resultant depèn de la pròpia distància focal, aquestes imatges també tenen mides diferents entre si. Es denomina aberració cromàtica longitudinal a la variació en la distància amb l'índex de refracció, i aberració cromàtica lateral a la variació de la mida de la imatge.
La llum de longitud d'ona més curta (blava) és corbada més que la llum de longitud d'ona més llarga (vermella), de manera que la llum blava forma el focus en un punt més proper a la lent que la llum vermella. L'efecte pot reduir-se col·locant dues lents juntes en una configuració coneguda com a parella, par o doblet acromàtic. Cap ressaltar que els miralls no pateixen d'aberració cromàtica, donat que la llum és simplement reflectida sense canviar de medi (és a dir, no hi ha diferència en el índex de refracció).
En pràctica, l'aberració cromàtica longitudinal s'entén com l'efecte de vores acolorides que es produeix al voltant d'un objecte vist a través d'una lent, causat per la incapacitat de la lent de desviar tots els colors cap a un mateix focus.
L'aberració cromàtica lateral (SMC, sistema multicapa) genera una proporció més alta de blanc en la imatge. Succeeix generalment al no utilitzar para-sol.
De la mateixa manera que existeixen aberracions cromàtiques longitudinals i laterals, en la pràctica ens podem trobar aberracions acromàtiques, les quals són fàcilment identificables perquè la variació de les potències de cada par de lents enganxades (doblets) ha de ser igual a 0. Si el doblet enganxat està format per dos lents suficientment primes, es poden considerar que el doblet en si també ho és. En tal cas, la condició de acromatisme comporta una correcció simultània d'aberració cromàtica de posició (ACP) i aberració cromàtica d'augment (ACA). Però, un doblet enganzat format per dos lents gruixudes no poden corregir l'ACA i l'ACP de forma simultània. Això és degut al fet que la posició dels plans principals del sistema òptic varia amb la longitud d'ona.

## Solucions
Tot i que, afortunadament, els objectius de bona qualitat solen mantenir aquest tipus d'aberració òptica sota control, hi ha alguns consells que es poden portar a terme per part de l'usuari de la càmera fotogràfica a fi d'evitar aquest defecte:
- Disparar en format RAW (format que conté la totalitat de les dades de la imatge tal com ha estat captada pel sensor digital de la càmera): aquest pas no evitarà que l'aberració cromàtica es produeixi si l'òptica de l'aparell té algun defecte, però permet corregir-la de forma bastant precisa més endavant amb l'ajuda d'un editor d'imatge (per exemple Adobe Photoshop, sent aquest el més utilitzat pels usuaris de càmera). Per a corregir l'aberració cromàtica, podem recórrer als ajustaments de correcció de la lent i també a les màscares de capa.
- No utilitzar les focals extremes: si s'utilitza un objectiu amb zoom, aquesta és la millor opció a l'hora d'intentar eliminar l'aberració cromàtica. Si es dispara amb un contrallum fort i es fa ús d'una òptica amb zoom és preferible que no s'utilitzi ni la distància focal més curta ni tampoc la més llarga, car en aquestes condicions els objectius solen ser sensibles a aquest tipus de defecte òptic.
- Emprar obertures de diafragma reduïdes: com que algunes òptiques produeixen una major quantitat d'aberracions cromàtiques com a conseqüència d'usar obertures del Diafragma (òptica) considerablement grans, una forma de combatre contra aquest defecte òptic consisteix en recórrer a obertures més reduïdes (almenys si es dispara en condicions potencialment perilloses com, per exemple, un fort contrallum).
- No disparar a contrallum: possiblement aquest es tracta del consell més evident de tots. El contrallum és un tipus d'escenari de captura que acaba produint l'aparició de forts contrasts en la fotografia, i si no es compta amb una òptica prou potent per a evitar-ho, apareixerà l'aberració cromàtica. Tot i així, si l'intencionalitat és disparar expressament a contrallum per raons artístiques, caldrà tenir en compte els altres consells per a evitar aquest defecte òptic.